# Glenn O. Barcus

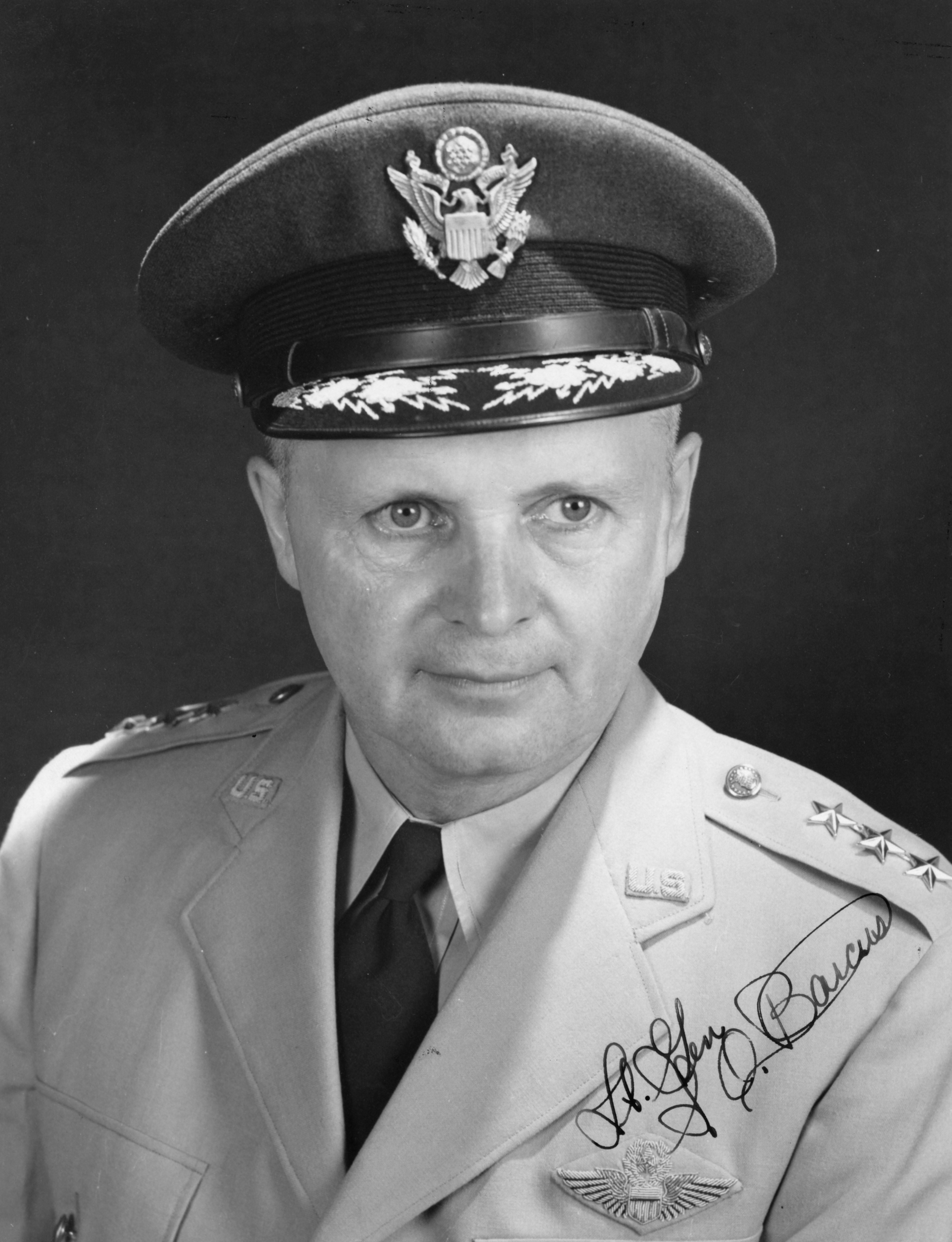
Generalleutnant Glenn O. Barcus

Glenn Oscar Barcus (* 25. Juli 1903 in Genoa, Illinois; † 9. Dezember 1990) war ein Generalleutnant der US Air Force (USAF), der unter anderem während des Koreakrieges zwischen 1952 und 1953 Kommandierender General der Fünften Luftflotte (Fifth Air Force) und zuletzt von 1957 bis 1960 Chef des Stabes des US-Europakommandos USEUCOM (US European Command) war.

## Leben

### Studium, Eintritt in das USAAC und Zweiter Weltkrieg
Glenn Oscar Barcus absolvierte nach dem Schulbesuch ein grundständiges Studium an der University of Illinois at Champaign, welches er mit einem Bachelor of Arts (BA) beendete. Daraufhin trat er 1924 in die Heereskavalleriereserve (Army Cavalry Reserve) ein und wurde 1927 in das ein Jahr zuvor aufgestellte United States Army Air Corps (USAAC) versetzt. In der Folgezeit fand er zahlreiche Verwendungen als Offizier und Stabsoffizier und war vom 3. November 1941 bis zum 19. Februar 1942 Kommandeur der auf Puerto Rico stationierten 36. Jagdgruppe (36th Pursuit Group), wo kurz nach dem Eintritt der Vereinigten Staaten in den Zweiten Weltkrieg am 11. Dezember 1941 am 24. Dezember 1941 seine Ernennung zum Oberstleutnant (Lieutenant-Colonel) der Army of the United States (AUS) erfolgte.
Im weiteren Kriegsverlauf war er zwischen dem 20. Februar und dem 18. April 1942 kurzzeitig Kommandeur des 6. Abfangjägerkommandos (6th Interceptor Command) auf der Waller Air Force Base auf Trinidad und wurde als solcher am 1. März 1942 zum Oberst (Colonel) des Luftkorps der AUS ernannt. Anschließend wurde er vom 19. April bis zum 24. Dezember 1942 ins Büro des Direktors für Luftverteidigung im Hauptquartier der United States Army Air Forces (USAAF) abgeordnet und erhielt dort am 30. Juni 1942 seine Beförderung zum Major der regulären US Army. Nachdem er zwischen dem 25. Dezember 1942 und dem 1. April 1943 Kommandeur des Luftverteidigungsgeschwaders (Air Defense Wing) in Philadelphia war, übernahm er vom 2. April 1943 bis zum 19. April 1944 den Posten als Kommandeur des 1. Jagdkommandos (1st Fighter Command) und wurde als solcher am 21. April 1943 zum Oberst (Colonel) sowie am 3. Mai 1943 zum Brigadegeneral (Brigadier-General) der AUS ernannt. Im letzten Kriegsjahr wurde er nach Europa versetzt und war in Italien anfangs vom 24. bis 29. April 1944 stellvertretender Kommandeur des 12. Taktischen Luftkommandos (12th Tactical Air Command). Danach fungierte er zwischen dem 30. April 1944 und dem 28. Januar 1945 als Kommandeur des 64. Jagdgeschwaders (64th Fighter Wing) in Neapel, mit dem er später nach Frankreich verlegt wurde, und war zum Ende des Zweiten Weltkrieges vom 29. Januar bis zum 5. August 1945 Kommandeur des ebenfalls in Frankreich eingesetzten 12. Taktischen Luftkommandos. Für seine Verdienste zwischen Januar und März 1945 wurde ihm durch Allgemeinen Befehl Nr. 73 vom 30. August 1945 des Kriegsministeriums (War Department) zum die Army Distinguished Service Medal verliehen. Er nahm an der Operation Undertone (12. und 24. März) teil, eine groß angelegte Militäraktion  der 7. und 3. US-Armee sowie Teilen der französischen 1. Armee an der Westfront. Für seine Verdienste wurde er zudem mit dem Distinguished Flying Cross ausgezeichnet.

### Nachkriegszeit und Koreakrieg

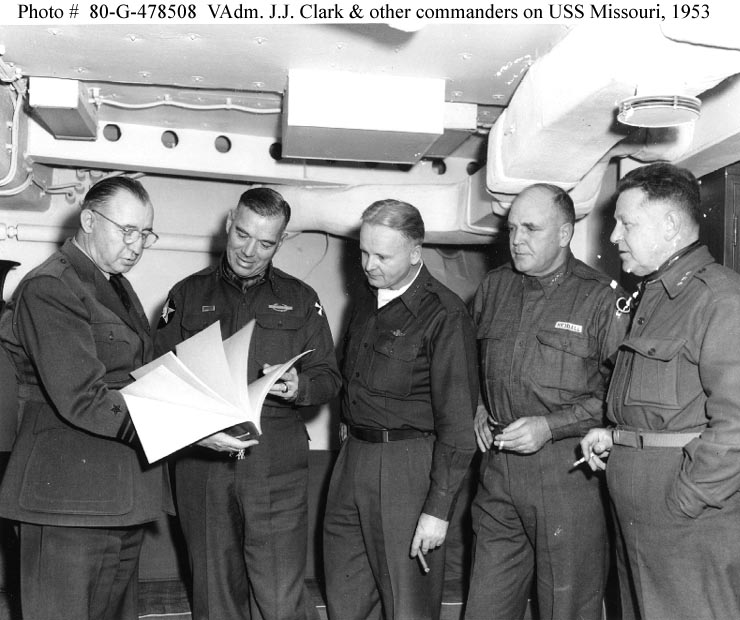
Generalleutnant Barcus (Mitte) bei einer Lagebesprechung während des Koreakrieges (27. Januar 1953)

Zu Beginn der Nachkriegszeit war Glenn O. Barcus zunächst zwischen dem 9. August 1946 und dem 14. April 1947 Chef des Stabes des Taktischen Luftkommandos TAC (Tactical Air Command) sowie im Anschluss vom 2. Mai 1947 bis zum 31. August 1949 Kommandierender General der Zwölften Luftflotte (Twelfth Air Force). Nach Gründung der US Air Force (USAF) als eigenständige Teilstreitkraft am 18. September 1947 wurde er in diese übernommen und am 18. Februar 1948 nach Bestätigung durch den US-Senat rückwirkend zum 25. Oktober 1947 zum Generalmajor (Major General) befördert. Er war zwischen dem 1. September 1949 und dem 16. Juli 1950 Kommandierender General der Ersten Luftflotte (First Air Force) sowie anschließend vom 17. Juli 1950 bis zu seiner Ablösung durch Generalleutnant John K. Cannon Kommandierender General des Taktischen Luftkommandos TAC (Tactical Air Command). Er selbst war daraufhin vom 25. Januar bis zu seiner Ablösung durch Generalmajor Otto P. Weyland am 30. April 1951 erst stellvertretender Kommandierender General sowie im Anschluss vom 1. Mai 1951 bis Mai 1952 Chef des Stabes des TAC.
Während des Koreakrieges wurde Barcus im Mai 1952 Sonderassistent des Kommandierenden Generals der in Südkorea stationierten Fünften Luftflotte (Fifth Air Force), Generalmajor Frank F. Everest, und löste diesen am 30. Mai 1952 selbst als Kommandierender General ab. Er behielt den Posten als Kommandierender General der Fünften Luftflotte bis zum 31. Mai 1953, woraufhin Generalleutnant Samuel E. Anderson ihn ablöste. Für seine Verdienste als Kommandierender General in der Zeit von Juni 1952 bis Mai 1953 wurde ihm durch Allgemeinen Befehl 21/1953 die Air Force Distinguished Service Medal verliehen.
Nach seiner Rückkehr war Glenn O. Barcus zwischen dem 1. Juli 1953 und dem 1. Juli 1954 stellvertretender Kommandierender General sowie vom 1. bis zum 25. Juli 1954 Kommandierender General des Luftausbildungskommandos ATC (Air Education and Training Command|Air Training Command). Er wurde am 17. Juli 1954 zum Generalleutnant (Lieutenant General) befördert und fungierte vom 26. Juli 1954 bis zu dessen Auflösung am 31. März 1957 als Kommandierender General des Luftkommandos Ost NEAC (Northeast Air Command). Zuletzt war er vom 1. April 1957 bis zum 31. Juli 1960 Chef des Stabes des US-Europakommandos USEUCOM (US European Command), dessen damaliger Befehlshaber General Lauris Norstad war. Für seine Verdienste als Chef des Stabes des USEUCOM wurde ihm der Legion of Merit verliehen. Am 31. Juli 1960 schied er aus dem aktiven militärische Dienst aus und trat in den Ruhestand. Nach seinem Tode wurde er auf dem Township Cemetery in Genoa beigesetzt.

## Auszeichnungen
Auswahl der Dekorationen, sortiert in Anlehnung der Order of Precedence of the Military Awards:
- Army Distinguished Service Medal
- Air Force Distinguished Service Medal
- Legion of Merit
- Distinguished Flying Cross